# Tiro con l'arco ai Giochi della XXX Olimpiade
Le gare di tiro con l'arco ai Giochi della XXX Olimpiade si sono svolte dal 27 luglio al 3 agosto 2012 al Lord's Cricket Ground di Londra. Sono state disputate quattro gare: individuale maschile e femminile, gara a squadre maschile e femminile.

## Medaglie
Sono stati assegnati quattro set di medaglie:
- Individuale maschile
- Individuale femminile
- Squadra maschile
- Squadra femminile

## Qualificazione
La qualificazione ai Giochi è basata sui comitati olimpici nazionali e non sugli atleti.
Per ogni genere, dodici comitati olimpici partecipano alla gara a squadre e, quindi, sono rappresentati da tre atleti nella gara individuale: questi sono il Regno Unito (come paese ospitante), i primi otto classificati al campionato mondiale 2011 e tre qualificate dall'ultimo torneo di qualificazione.
Oltre a questi 36 qualificati, altri 13 sono assegnati alle nazioni che hanno piazzato atleti nella prova individuale dei campionati del mondo, nei campionati continentali o nell'ultimo torneo di qualificazione individuale, con un massimo di un atleta (per genere) per nazione; 3 posti sono assegnati dalla Commissione Tripartita. Sebbene queste qualificazioni siano ottenute con prestazioni individuali, la scelta dell'atleta spetta al comitato olimpico (che può quindi selezionare un arciere diverso da quello che ha ottenuto la qualificazione).
Per essere idoneo a partecipare ai Giochi, un atleta deve aver ottenuto un punteggio minimo di qualificazione.

## Formato
Le gare si sono svolte con l'uso dell'arco ricurvo sulla distanza dei 70 metri, secondo le regole della Federazione Internazionale di Tiro con l'Arco. 128 arcieri parteciperanno all'evento olimpico, 64 uomini e 64 donne.
Nella prima fase di qualificazione, ogni atleta ha lanciato 72 frecce; il punteggio ottenuto è stato quindi usato per determinare gli accoppiamenti della fase successiva. Aggregando i punteggi degli atleti della stessa nazione, è stata stilata anche la classifica a squadre. La seconda fase è stata ad eliminazione diretta e in formato diverso tra la gara individuale e quella a squadre.
Nell'individuale, tutti i 64 atleti hanno inizianoto dal primo turno; gli accoppiamenti sono stati ricavati dalla fase di qualificazione in modo che il primo classificato incontrasse il 64°, il secondo il 63° e così via. Ogni incontro si è svolto al meglio dei 5 set, in ognuno dei quali i due atleti hanno lanciato 3 frecce a testa; il vincitore di ogni set ha ricevuto due punti, uno solo in caso di parità. Se il punteggio è sul 5-5 dopo i cinque set, si è proceduto ad oltranza con frecce di spareggio.
Nella gara a squadre, le prime quattro classificate sono state ammesse direttamente in semifinale, mentre quelle che dal 5º al 12º posto sono partite dai quarti di finale. Ogni incontro ha previsto in 24 frecce (8 per ogni arciere); in caso di parità, si è proceduto con 3 frecce di spareggio.
Sia nella gara individuale che in quella a squadre i perdenti delle semifinali si sono affrontati nella finale per il bronzo.

## Calendario

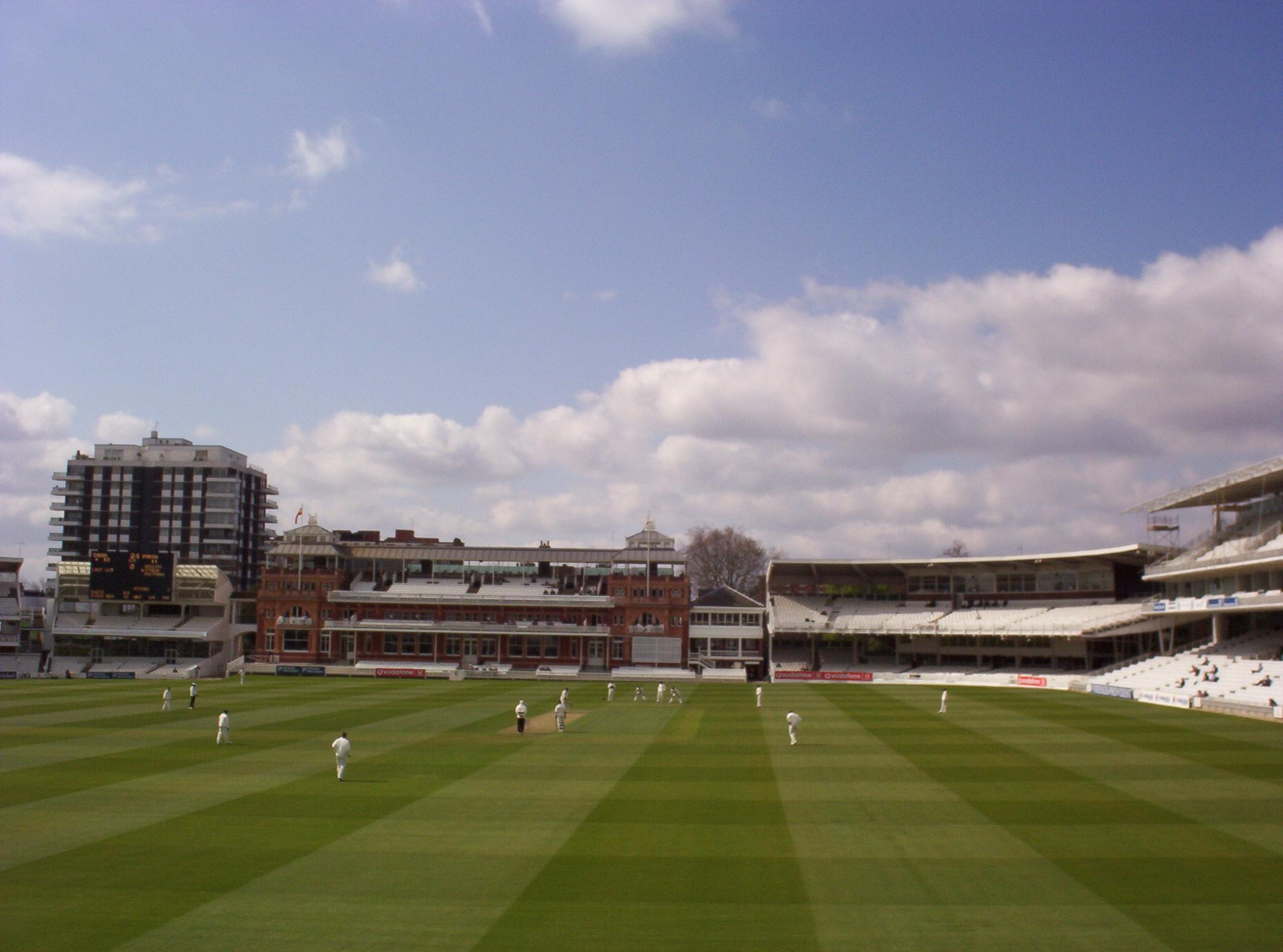
Lord's Cricket Ground

| Uomini |  | Squadre |         |  |  |  |             | Individuale | 2 |
| Donne  |  |         | Squadre |  |  |  | Individuale |             | 2 |
| Totale |  | 1       | 1       |  |  |  | 1           | 1           | 4 |

|  | Qualificazioni |  | FINALI |

## Programma
| Data      | Orario (BST/UTC+1) | Gara                          | Fase                                |
| --------- | ------------------ | ----------------------------- | ----------------------------------- |
| 27 luglio | 9:00-15:00         | Individuale/squadre maschile  | Turno di qualificazione             |
| 27 luglio | 9:00-15:00         | Individuale/squadre femminile | Turno di qualificazione             |
| 28 luglio | 9:00-19:00         | Squadre maschile              | Eliminazioni, finale                |
| 29 luglio | 9:00-19:00         | Squadre femminile             | Eliminazioni, finale                |
| 30 luglio | 9:00-17:40         | Individuale maschile          | Eliminazioni, primo e secondo turno |
| 30 luglio | 9:00-17:40         | Individuale femminile         | Eliminazioni, primo e secondo turno |
| 31 luglio | 9:00-17:40         | Individuale maschile          | Eliminazioni, primo e secondo turno |
| 31 luglio | 9:00-17:40         | Individuale femminile         | Eliminazioni, primo e secondo turno |
| 1º agosto | 9:00-19:00         | Individuale maschile          | Eliminazioni, primo e secondo turno |
| 1º agosto | 9:00-19:00         | Individuale femminile         | Eliminazioni, primo e secondo turno |
| 2 agosto  | 9:00-16:20         | Individuale femminile         | Turni finali                        |
| 3 agosto  | 9:00-16:20         | Individuale maschile          | Turni finali                        |

## Podi

### Uomini
| Evento                 | Oro                                                   | Argento                                             | Bronzo                                             |
| Individuale (dettagli) | Oh Jin-hyek                                           | Takaharu Furukawa                                   | Dai Xiaoxiang                                      |
| A squadre (dettagli)   | Italia Michele Frangilli Marco Galiazzo Mauro Nespoli | Stati Uniti Brady Ellison Jacob Wukie Jake Kaminski | Corea del Sud Im Dong-hyun Kim Bub-min Oh Jin-hyek |

### Donne
| Evento                 | Oro                                               | Argento                             | Bronzo                                          |
| Individuale (dettagli) | Ki Bo-Bae                                         | Aída Romàn                          | Mariana Avitia                                  |
| A squadre (dettagli)   | Corea del Sud Lee Sung-Jin Ki Bo-Bae Choi Hyeonju | Cina Fang Yuting Cheng Ming Xu Jing | Giappone Kaori Kawanaka Ren Hayakawa Miki Kanie |

## Medagliere
| Posizione | Paese         |   |   |   | Totale |
| --------- | ------------- | - | - | - | ------ |
| 1         | Corea del Sud | 3 | 0 | 1 | 4      |
| 2         | Italia        | 1 | 0 | 0 | 1      |
| 3         | Giappone      | 0 | 1 | 1 | 2      |
| 3         | Messico       | 0 | 1 | 1 | 2      |
| 3         | Cina          | 0 | 1 | 1 | 2      |
| 5         | Stati Uniti   | 0 | 1 | 0 | 1      |
| Totale    | Totale        | 4 | 4 | 4 | 12     |